# Mercedes McNab
Mercedes Alicia McNab (ur. 14 marca 1980 w Vancouver) – kanadyjska aktorka i modelka.

## Kariera
Znana jest przede wszystkim z roli Harmony Kendall w serialu telewizyjnym Buffy: Postrach wampirów oraz jego spinoffie Anioł ciemności. Wystąpiła także w horrorze Topór. Zagrała też w niewydanym filmie pt. Fantastyczna Czwórka.
W czarnej komedii Rodzina Addamsów wystąpiła w epizodycznej roli dziewczyny-skautki. Już w sequelu – Rodzinie Addamsów 2, pojawiła się w roli drugoplanowej, jako Amanda Buckman.
W 2011 roku zerwała z zawodem aktorki.

## Życie prywatne
Jest córką byłego brytyjskiego piłkarza i trenera Boba McNaba. Jest jedynaczką.